# Pingliangtai
Pingliangtai – stanowisko archeologiczne zaliczane do chińskiej neolitycznej Kultury Longshan. Odkryte w latach 1979-1980, znajduje się w powiecie Huaiyang w prowincji Henan. Datowana na okres 2500-2000 p.n.e. osada, o powierzchni 3,4 hektara, otoczona była szerokim na 30 metrów wałem ziemnym oraz fosą.
W 2006 r. znaleziono tam fragmenty ceramiki pokryte znakami, które według archeologa Li Xueqina z Uniwersytetu Tsinghua mogą być najstarszą formą chińskiego pisma, poprzedzającą napisy na kościach wróżebnych. Według Li znaki przypominają bagua, a ich wiek wynosi ok. 4,5 tys. lat.